# Echidna polyzona
Espèce
Echidna polyzona, murène appelée " congre noir ", est une espèce de poissons de la famille des Muraenidae.